# 小林秀昭
小林 秀昭（こばやし ひであき） は、日本の機械工学者。東北大学流体科学研究所教授。元日本燃焼学会会長。元国際燃焼学会副会長。文部科学大臣表彰科学技術賞受賞。娘は元宝塚歌劇団花組トップ娘役でミュージカル女優の仙名彩世。

## 人物・経歴
1981年東北大学工学部機械工学科卒業。1983年東北大学大学院工学研究科修士課程修了、日産自動車入社。1984年東北大学工学部機械工学科助手。1991年東北大学工学博士、東北大学流体科学研究所助手。1992年東北大学流体科学研究所助教授。1994年カリフォルニア大学サンディエゴ校客員研究員。2003年東北大学流体科学研究所教授。2013年日本機械学会熱工学部門長。2014年国際燃焼学会副会長。2015年内閣府戦略的イノベーション創造プログラム「エネルギーキャリア」 アンモニア直接燃焼チームリーダー、産業技術総合研究所クロスアポイントメントフェロー、日本燃焼学会会長。2017年科学技術分野の文部科学大臣表彰科学技術賞研究部門受賞。2019年東北大学流体科学研究所副所長。